# بابی رابرتس
بابی رابرتس (انگلیسی: Bobby Roberts؛ ‏ ۹ مهٔ ۱۹۲۹ – ۱۰ اکتبر ۲۰۰۴) تهیه‌کننده فیلم بود.
از فیلم‌هایی که وی در آن‌ها نقش داشته‌است، می‌توان به الماس داغ، آرزوی مرگ، آرزوی مرگ ۲، جوراید، شلیک به بانک و شاپرک‌های کولی اشاره نمود.